# Andreas Juuel
Andreas Thomas Juuel (17. oktober 1817 i København – 21. august 1868 på Frederiksberg) var en dansk landskabs- og porcelænsmaler.
Juuel var søn af skomagermester Johannes Juuel og Marie Christine født Berg, blev efter sin konfirmation sat i lære ved Den Kongelige Porcelænsfabrik for at uddannes til porcelænsmaler. Samtidig gennemgik han Kunstakademiet, dog ikke længere end til gipsskolen. Fra 1836-55 udstillede han som landskabsmaler og vandt 1847 den neuhausenske præmie i dette fag (for Urolig Efteraarsdag, enkeltstaaende Bøge- og Egetræer oplyses af gennembrydende Solstraaler) samt solgte et par billeder til Den Kongelige Malerisamling; men han fik dog ikke noget betydeligt navn som maler og ernærede sig i længere tid nærmest som tegnelærer, bl.a. for landgrev Wilhelm af Hessens døtre, bl.a. den senere dronning Louise samt prinsesse Augusta af Hessen.
Derimod uddannede han sig til en dygtig porcelænsmaler og var 1833-53 brogetmaler ved Porcelænsfabrikken. Allerede 1839 havde konkurreret til den neuhausenske præmie første gang (sammen med C.L. Klein), og i 1843 vandt han første gang præmien for et på porcelæn malet portræt, præsten Hornsyld efter maleri af Wilhelm Bendz, og 1845 samme præmie for et originalt landskab, medens han i 1853 fik rejseunderstøttelse af Den Reiersenske Fond som porcelænsmaler. Efter at han i 1857 var bleven ansat som bestyrer ved Bing & Grøndahls porcelænsfabrik, hvis maleratelier han havde ledet siden 1853, helligede han denne hele sin kraft og udfoldede en sådan dygtighed i ledelsen af dens kunstneriske del, at han i 1862 fik Fortjenstmedaljen i guld.
Han havde i 1843 ægtet Else Alette Møller, men i forholdsvis ung alder afgik han ved døden 21. august 1868.
Han er begravet på Solbjerg Parkkirkegård.
- Wikimedia Commons har flere filer relateret til Andreas Juuel

- Andreas Juuel på Kunstindeks Danmark/Weilbachs Kunstnerleksikon